# Weston Edward Vivian
Weston Edward Vivian (ur. 25 października 1924, zm. 4 grudnia 2020) – amerykański polityk związany z Partią Demokratyczną.
W latach 1965–1967 przez jedną dwuletnią kadencję Kongresu Stanów Zjednoczonych był przedstawicielem drugiego okręgu wyborczego w stanie Michigan w Izbie Reprezentantów Stanów Zjednoczonych.